# مارتن فولر
مارتن فولر (بالإنجليزية: Martin Fowler)‏ (17 يناير 1957 بيورك في المملكة المتحدة - ) هو لاعب كرة قدم بريطاني في مركز الوسط. لعب مع بلاكبيرن روفرز وستوكبورت كونتي وسكونثورب يونايتد ونادي هارتلبول يونايتد وهدرسفيلد تاون.